# القلعة (قرية بحرينية)
القلعة هي قرية في شمال البحرين معروفة بكونها موقع قلعة البحرين أول موقع تراث عالمي لليونسكو في البلاد. توسعت القرية بفضل التمدد العمراني فيها. تقع القرية ضمن المنطقة الإدارية للمحافظة الشمالية.